# Stanford University Press

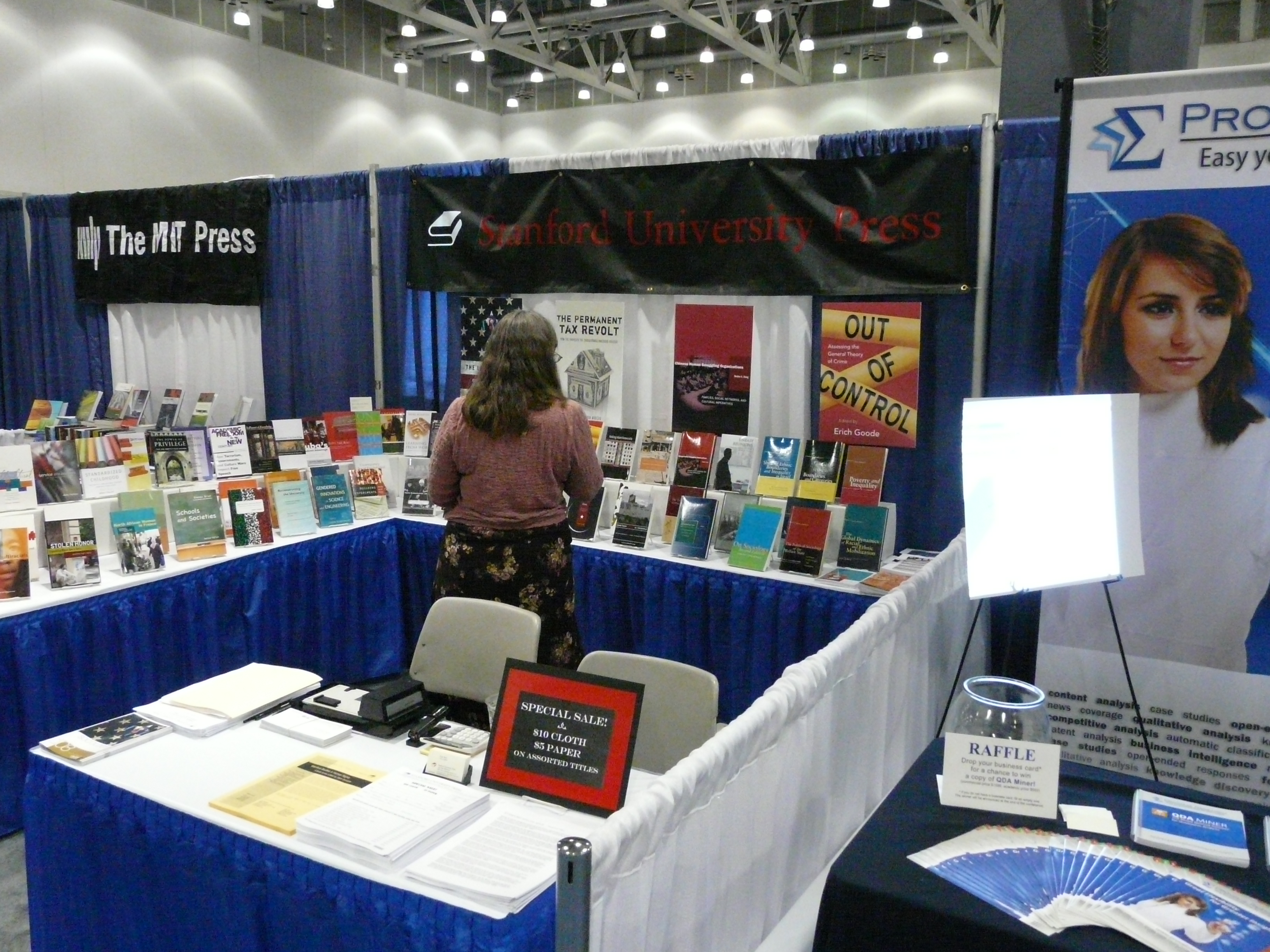
Stand des Verlages Stanford University Press (2008)

Stanford University Press (SUP) ist der Verlag der Universität Stanford in Stanford, Kalifornien, in den Vereinigten Staaten. 
Bereits ein Jahr nach der Gründung der Universität 1891 erschien das erste Werk mit dem Aufdruck „Stanford“. Der Name „Stanford University Press“ war 1895 erstmals auf einem Buch zu finden. 1917 erwarb die Universität die Druckerei und baute diese bis 1925 zu einem Verlag aus. Seit 1999 ist der Verlag organisatorisch der Universitätsbibliothek zugeordnet.
Nach eigenen Angaben publiziert der Verlag jährlich etwa 130 Bücher, wobei die fachlichen Schwerpunkte in den Geistes- und Sozialwissenschaften liegen. Zu den Autoren des Verlags gehören der Meeresbiologe Richard Ellis und der Philosoph Daniel Boyarin. Der Linguist Joseph Greenberg veröffentlichte hier sein Spätwerk, darunter 1987 sein einflussreiches Language in the Americas. Der polnische Wissenschaftler Andrzej Walicki erhielt für seine slawische Kulturgeschichte, deren englischsprachige Version bei der Stanford University Press erschien, 1998 den Balzan-Preis für Geschichte.
Der Verlag ist Mitglied der Association of American University Presses und gehört der Association of American Publishers an.